# António Nobre
António Nobre (ur. 16 sierpnia 1867 w Porto, zm. 18 marca 1900 tamże) – poeta portugalski. W swojej twórczości skłaniał się ku subiektywizmowi spojrzenia na świat i estetycznemu odbiorowi rzeczywistości. Wykorzystywał doświadczenia francuskiego symbolizmu.
Najważniejszym dziełem poety pozostaje jedyny wydany przez niego za życia tomik Só (Samotnie) z 1892 roku. Zbiorek ten ma charakter w dużym stopniu autobiograficzny i jest inspirowany wspomnieniami dzieciństwa, spędzonego wśród rolników i marynarzy w północnej Portugalii.